# Casa de las Alhajas
La Casa de las Alhajas, fue sede de la Fundación Montemadrid, y se encuentra en la plaza de San Martín de Madrid.

## Identificación y localización
Se encuentra en la plaza de San Martín, con entrada principal en el número 1. Cuenta con accesos secundarios a las calles Hileras, número 18, y San Martín, número 5, además de un último de reciente apertura hacia la calle privada Francisco Piquer. Fue construida entre 1870 y 1875.
Se encuentra en el centro histórico de Madrid, en una zona de origen medieval conocida como arrabal de San Martín. Toma su nombre del desaparecido convento de San Martín, una de las primeras fundaciones religiosas de la capital, enclavada originalmente extramuros, en las inmediaciones de la Puerta de Balnadú. Fue el primer convento fundado en Madrid, en 1126, y le fue otorgada una carta puebla para que pudiese poblar el terreno circundante. En el siglo XV se convirtió en iglesia parroquial, siendo una de las jurisdicciones eclesiásticas más importantes de la ciudad. A principios del siglo XIX, el rey José Bonaparte hizo derribar la iglesia del conjunto, situado en su parte norte, con lo que se consiguió ampliar la plaza de San Martín. En 1836, gracias a la desamortización de Mendizábal, el convento pasó a manos del Estado, convirtiéndose sucesivamente en oficinas del Gobierno Civil, Diputación Provincial, tribunal y bolsa de comercio, Consejo de Sanidad, y cuartel de la Guardia Civil. Fue finalmente demolido en 1868, durante el Sexenio Revolucionario. Parte del solar fue adquirido por la Caja de Ahorros y Monte de Piedad para construir su nueva sede.

## Historia
El Monte de Piedad fue fundado en Madrid en 1702 por el sacerdote Francisco Piquer Rodilla, capellán contralto del convento de las Descalzas Reales y de la Capilla Real. Su deseo era constituir un establecimiento benéfico que tuviera como objetivo conceder préstamos a bajo interés sobre alhajas, ropas y otros efectos a las clases más necesitadas, además de prestar servicio religioso para la salvación de las almas del purgatorio. La institución se consolidó gracias al patronazgo real logrado mediante Real Cédula de 18 de enero de 1713, estableciéndose en el propio convento de las Descalzas Reales. Su rápido auge pronto requeriría de un espacio mayor y en 1713 comenzó la construcción de un edificio ex profeso para el Monte de Piedad en la propia plaza de las Descalzas. Las nuevas dependencias se abrieron al público en mayo de 1724 y la capilla fue consagrada en 1733, edificio del que solo se conserva una descontextualizada portada barroca atribuida a Pedro de Ribera, buen ejemplo del barroco castizo madrileño de la primera mitad del siglo XVIII.

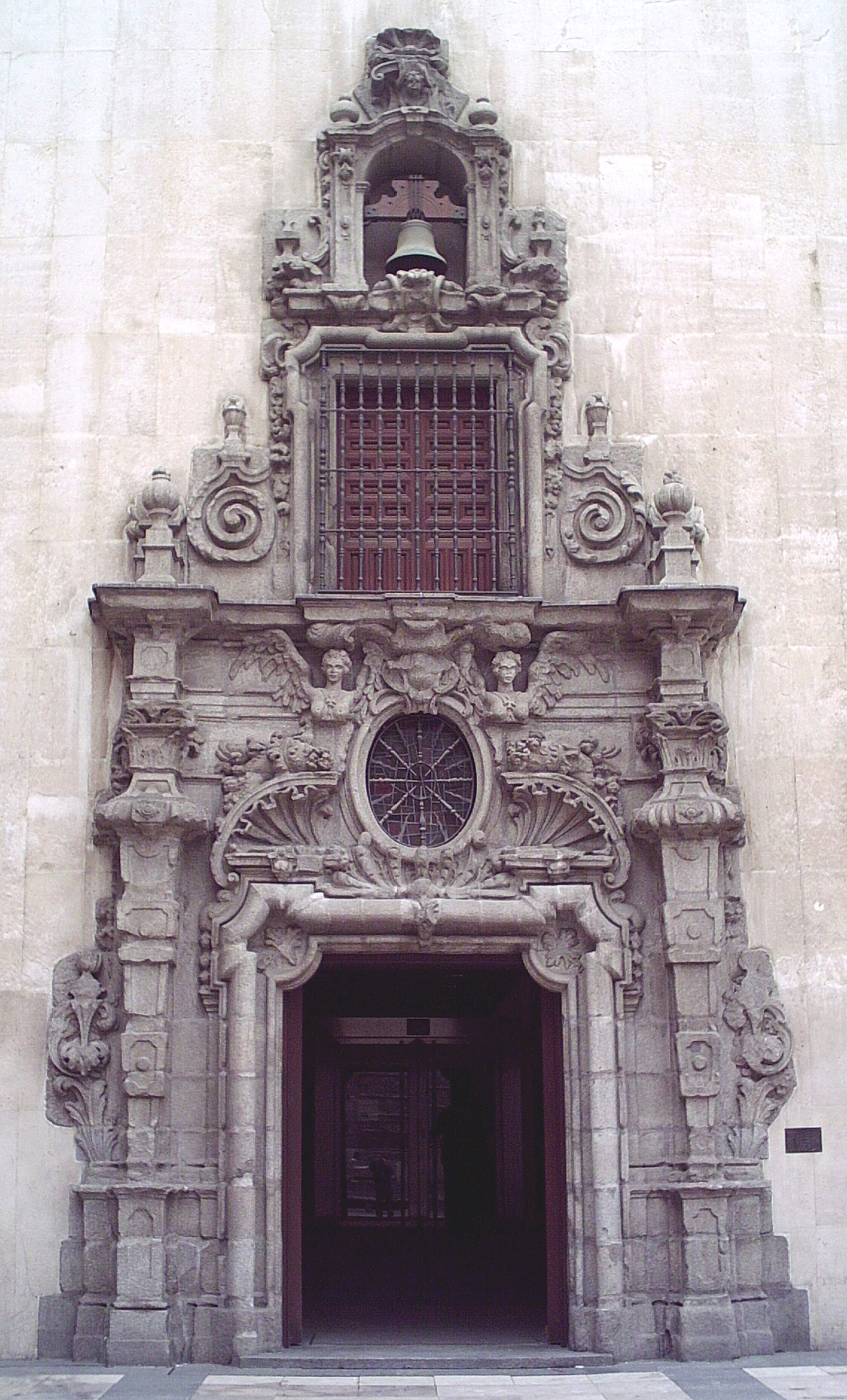
Portada de la capilla del antiguo Monte de Piedad de Madrid (P. Ribera, 1733). Es lo único que se conserva de la primitiva sede del Monte de Piedad.

Años más tarde se constituyó la Caja de Ahorros de Madrid, iniciativa del Marqués viudo de Pontejos, aprobada por Real Decreto de 25 de octubre de 1838. Modelo del resto de cajas de ahorros españolas, surgió vinculada al Monte, con la finalidad de conducir el ahorro popular hacia la inversión y realizar una labor social socorriendo económicamente a las clases más desfavorecidas. De esta manera, la institución se instaló en el mismo edificio del Monte, pero el consiguiente aumento de clientes y recursos económicos hicieron que resultara insuficiente. Estas circunstancias, a las que se añadió la fusión efectiva de Caja y Monte en 1869 a través de una Orden del Ministerio de Gobernación, precipitaron la búsqueda de una nueva sede para dar cabida a las crecientes necesidades surgidas.
Tras el estudio de varios emplazamientos finalmente fue adquirida mediante subasta pública una parte del solar que ocupó el desamortizado convento benedictino de San Martín, en la misma plaza de las Descalzas, manteniendo así la vinculación espacial con la institución. El edificio había sido desamortizado en 1833 y derribado en 1868, durante el Sexenio Revolucionario. En julio de 1870 se convocó un concurso para la ejecución del proyecto, con un pliego en el que se recogieron las necesidades y exigencias del inmueble, entre las que figuraban la obligación de aislamiento e incombustibilidad, para mayor seguridad de los objetos custodiados en el edificio, y que el salón de ventas o almoneda tuviese una capacidad, al menos, para 400 personas. Fueron nueve los diseños presentados, venciendo finalmente el titulado "Miscuit utile dulci", de los arquitectos Fernando Arbós y Tremanti y José María Aguilar, proyecto en el que entrelazaban utilidad, diseño e innovación técnica.
El diseño de la Caja de Ahorros y Monte de Piedad fue el primero de Arbós tras finalizar su formación académica. Nacido en Italia y formado en Francia y España (Madrid), Arbós fue gran conocedor de los estilos arquitectónicos que, de forma muy personal, supo reinterpretar y plasmar en sus proyectos, siempre regidos por la utilidad. Estuvo muy influido por los postulados de Viollet le Duc e incorporó a sus obras los avances tecnológicos que conoció en París, tales como la introducción del hierro y el cristal. El proyecto original de Arbós y Aguilar concebía un edificio supeditado a su programa funcional, con una meditada circulación y organizado en torno a un patio interior que generaba cuatro crujías tangenciales. Se trataba de un plan unitario en el que recogían toda clase de detalles (desde el diseño del mobiliario a la urbanización de la plaza precedente) para satisfacer la necesidad de discreción de sus usuarios y la operatividad de sus dependencias administrativas.
En el patio o sala de operaciones se situaban los mostradores para préstamos y empeños, y desde allí se accedía a las diferentes dependencias. Primitivamente el patio estaba cubierto por pinturas en estilo neopompeyano obra de Isidoro Lozano, con un profuso programa iconográfico que aludía a los principios de la institución. Alrededor de este volumen central discurrían las diferentes crujías: en el ala norte, dando a la plaza de San Martín, se situaron el acceso principal y el vestíbulo, que presentaba decoración pictórica similar al patio, con dependencias para contaduría en los extremos; la sala de ventas se encontraba en el ala este, espacio para subastas con un aforo de 400 personas y acceso exterior, desde la calle de San Martín; el almacén se desarrollaba en la crujía sur, concebido a modo de caja fuerte de forma independiente y accesos limitados; por último, la capilla en la crujía este, que cubría la función religiosa primigenia del Monte de Piedad, también con acceso desde el exterior. El edificio además comprendía las viviendas de los trabajadores de la institución: el director ocupaba la planta principal, el párroco se situaba en el ático y el resto de empleados en la planta entresuelo.
Años después de su inauguración la necesidad de aprovechamiento espacial originó una reforma en el edificio, posiblemente ejecutada por el propio Arbós, en la que se añadieron las dos galerías interiores del patio. Esta actuación, a pesar de enriquecer la percepción espacial del patio, hizo desaparecer su decoración mural.
En 1974 el inmueble fue objeto de un proyecto de derribo, finalmente no ejecutado, en el que aun puede apreciarse la distribución original. Fue con posterioridad (en la década de 1980) el inmueble fue restaurado y convertido en sala de exposiciones y conferencias. Nuevas intervenciones en los años 2000 (que recuperó la sala central de operaciones, acondicionado la sala de ventas como auditorio y ampliando el espacio destinado a exposiciones hasta alcanzar una superficie de 784 m²), 2005 y 2009 han establecido su configuración actual.

## Descripción del inmueble

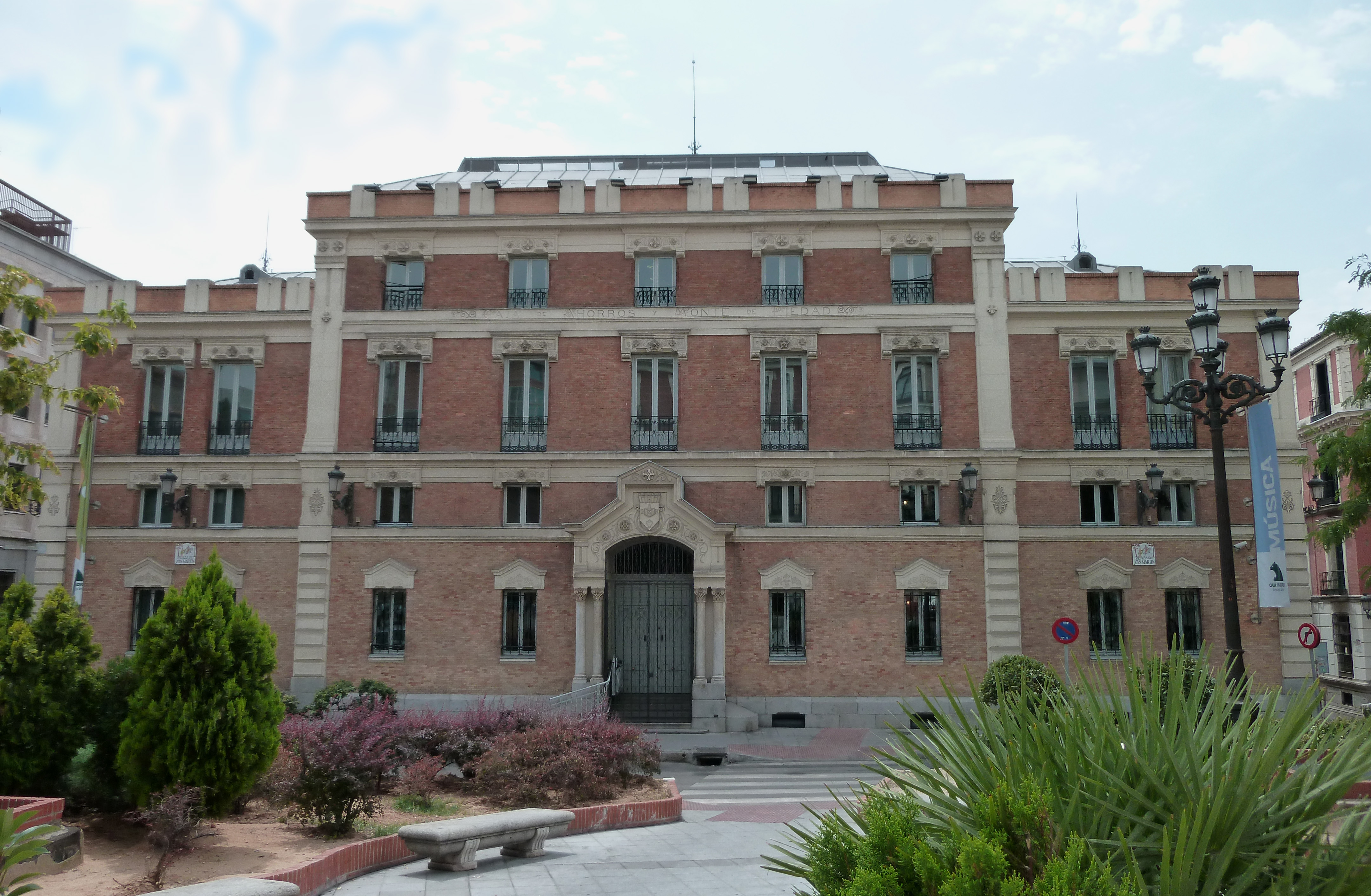
Fachada noreste de la Casa de las Alhajas.

La Casa de las Alhajas ocupa una manzana completa y exenta, con 1306 metros cuadrados de superficie y forma trapezoidal, cuyo acceso principal se sitúa en la plaza de San Martín, número 1. Cuenta con accesos secundarios a las calles Hileras, número 18, y San Martín, número 5, además de otro acceso de reciente apertura hacia la calle privada de Francisco Piquer, vía creada en el proyecto original del inmueble por motivos de seguridad.
El edificio presenta una sencilla y funcional distribución, organizada en torno a un patio central de planta cuadrada achaflanado en las esquinas, espacio cubierto por una estructura de vigas y cerchas roblonadas de hierro que apoyan sobre ménsulas graníticas y generan un lucernario central acristalado. Posee dos niveles de galerías perimetrales que abren al interior del patio, sostenidas por estilizadas columnillas y protegidas con un pretil corrido de hierro con cenefas de volutas, interrumpido únicamente por una escalera de caracol en el lado oriental.
Alrededor del patio descrito se distribuyen cuatro crujías tangenciales. En la crujía norte, aquella que abre a la plaza de San Martín, se localiza el ingreso principal que da acceso al vestíbulo. Se trata de una estancia de planta rectangular que, a pesar de haber sufrido algunas modificaciones, conserva las pinturas originales de influencia pompeyana y renacentista, obra del pintor Isidoro Lozano. En la parte alta de los muros se aprecian geniecillos entre roleos y motivos vegetales, con elementos arquitectónicos fingidos en el techo; en la escena central aparece una composición alegórica relacionada con la Caja de Ahorros y Monte de Piedad, en la que se representa a una mujer sobre pedestal, a modo de matrona, que apoya su brazo izquierdo sobre una hucha, en la que un joven deposita unas monedas y sostiene con la misma mano una balanza, mientras que con la mano derecha entrega unas monedas a otra joven.
A ambos lados del vestíbulo se disponen dos escaleras, existentes en el proyecto original, que conectan con las alas este y oeste: la escalera oriental constituye un verdadero alarde constructivo, formada por varios tramos de grandes sillares de piedra caliza empotrados en el muro; la segunda escalera es de caracol, ejecutada en hierro, cuyo diseño está en correspondencia con el resto de elementos del edificio realizados con este material.
En la crujía occidental, que discurre paralela a la calle de las Hileras, se ubica la primitiva sala de ventas o almoneda, en la actualidad estancia dedicada a salón de actos. Se trata de una sala rectangular con acceso interior y exterior, establecida a modo de pequeño teatro, con un escenario elevado en el lado sur para facilitar la visión de los objetos que en origen se subastaban. Potentes vigas y cerchas de hierro sostienen la cubierta de la sala, algunas de las cuales apoyan sobre finas columnillas exentas con ménsulas decoradas, dispuestas sobre pilastras de granito. Una galería se sitúa sobre la puerta de acceso para ampliar el aforo de la sala. La crujía occidental albergaba la capilla de la institución, con similar orientación que la sala de ventas y acceso desde el exterior. La capilla fue desmantelada y en su lugar han sido instaladas oficinas y salas de reuniones.
La crujía sur está dividida en dos secciones por un cuerpo central que alberga una caja de escaleras. Se desarrolla en seis pisos generados por una estructura metálica formada por vigas de acero sobre las que apoyan rejillas de hierro fundido. La función de esta estructura justifica su singularidad, pues acogía el almacén del Monte de Piedad y estaba diseñada para aislar y proteger los bienes que allí se custodiaban: las rejillas constituían el suelo de los diferentes niveles y permitían una correcta ventilación e iluminación de los objetos almacenados. En la actualidad esta zona ha sido habilitada como sala de exposiciones.

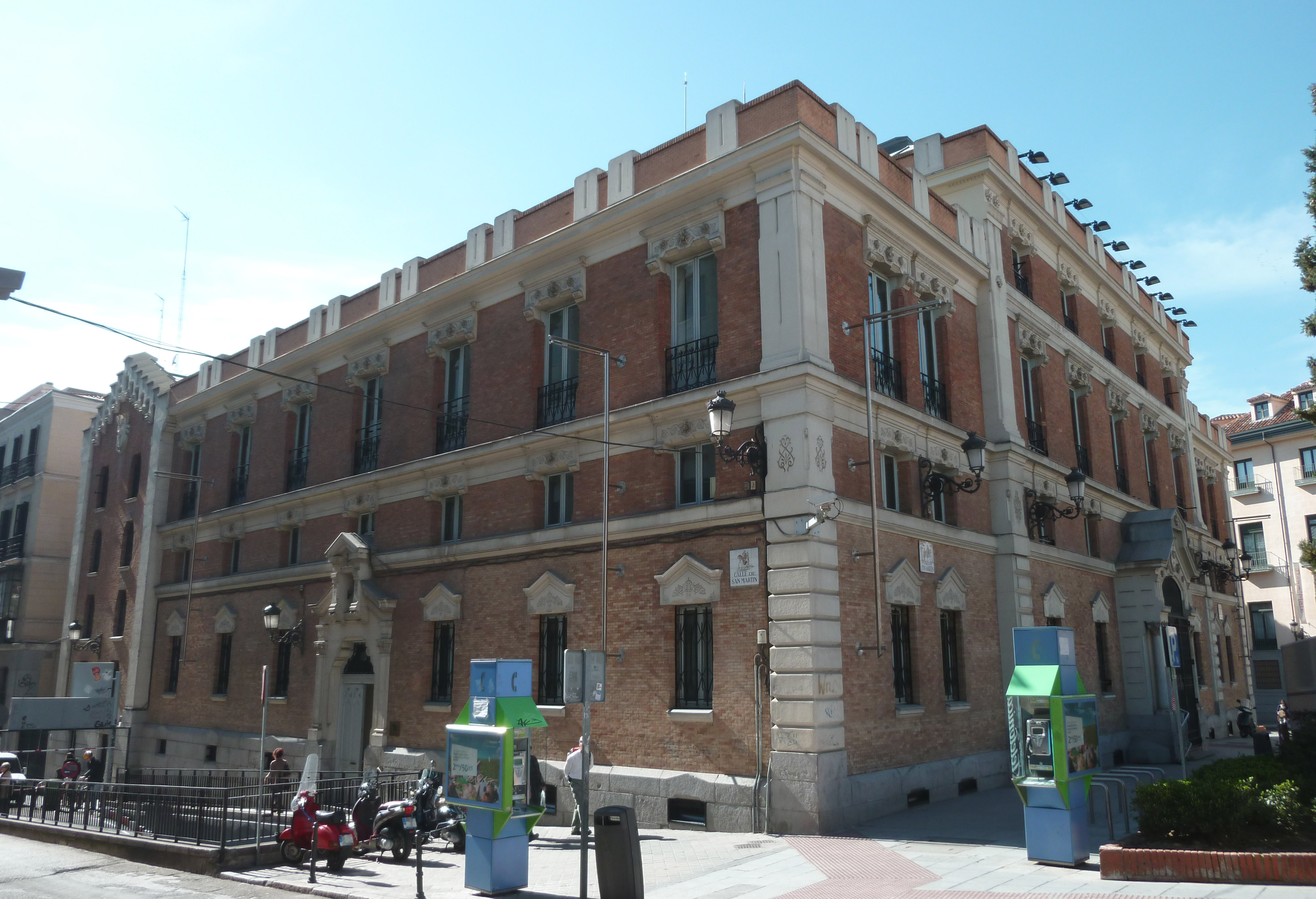
Vista desde el ángulo este.

Exteriormente el inmueble está ejecutado en ladrillo fino visto dispuesto a tizón y piedra caliza, materiales que realizan un interesante juego estético. El ladrillo se ubica en el paramento mientras que los elementos decorativos y estructurales (guardapolvos, cornisas, pilastras, basamento y portadas) están ejecutados en piedra caliza, generando una rítmica fachada. En altura, la Casa de las Alhajas está configurada por dos plantas de sótano, con largos pasillos y amplias salas abovedadas de ladrillo; semisótano, marcado en fachada por un zócalo granítico; planta baja, entresuelo, planta principal y ático, situado únicamente en el cuerpo central de la fachada norte.
La fachada principal a la plaza de San Martín presenta tres cuerpos diferenciados por pilastras pétreas, entre los que destaca el central por estar ligeramente adelantado a la línea de fachada y por el ático que lo corona. Una línea de impostas separa los diferentes niveles en altura. La portada de ingreso avanza hacia la plaza con una escalinata inspirada en la tradición medieval italiana: ejecutada en piedra, está compuesta por arco carpanel flanqueado por columnas pareadas sobre basamento y rematada por un frontón de líneas quebradas, con otro triangular sobre el de menores dimensiones. El tímpano alberga el escudo de las instituciones fusionadas ("Caja de Ahorros y Monte de Piedad"), formado por una hucha y la caja de ánimas del padre Piquer, al que se añade el anagrama de la Virgen María. El "2" y la "R" hacen alusión a los primeros dos reales que aportó el fundador, todo ello rematado por la corona mural.
Los vanos, que presentan las aristas laterales recortadas, se decoran con guardapolvos pétreos triangulares en la planta baja, siendo rectangulares en las plantas entresuelo y principal. Acogen ornamentación de rosetones, palmas y palmetas estilizadas, motivos reiterados en todo el programa decorativo del inmueble. La planta baja está enrejada y la principal posee balconcillos antepechados con balaustrada ejecutada en hierro. Por último, un pretil remata el edificio, al que machones pareados de piedra caliza le confieren cierto ritmo, elemento no contemplado en el proyecto original. La evocación medieval y renacentista del programa decorativo sitúa al inmueble en un estilo ecléctico de gran personalidad en el panorama madrileño del momento.
El remate exterior de las crujías este y oeste posee un esquema compositivo similar al descrito. Mantiene el ritmo de vanos, con portadas de menores dimensiones desviadas hacia el norte. En el ala oriental se sitúa el acceso original a la capilla, con portada de piedra caliza cuyo dintel se cierra con formas mixtilíneas y pequeñas ménsulas. El vano está flanqueado por pilastras de originales capiteles que sostienen por un frontón triangular, que ha sido partido para albergar un tabernáculo con una campana; en la crujía occidental la portada de acceso a la sala de ventas presenta menos desarrollo, con un frontón que repite el esquema de los guardapolvos de la planta baja y que alberga el escudo de la institución.
El tratamiento de la crujía sur, de mayor sobriedad, está condicionado por su dedicación a almacén. El volumen se distingue en fachada este y oeste mediante pilastras de piedra caliza y cubierta a dos aguas, rematando el lienzo en la zona superior con unos estilizados elementos a modo de ménsulas que acogen el escudo de la institución. Sendos frentes poseen dos ejes de ventanas desarrollados en seis pisos provistos de rejas y carentes de ornamentación.

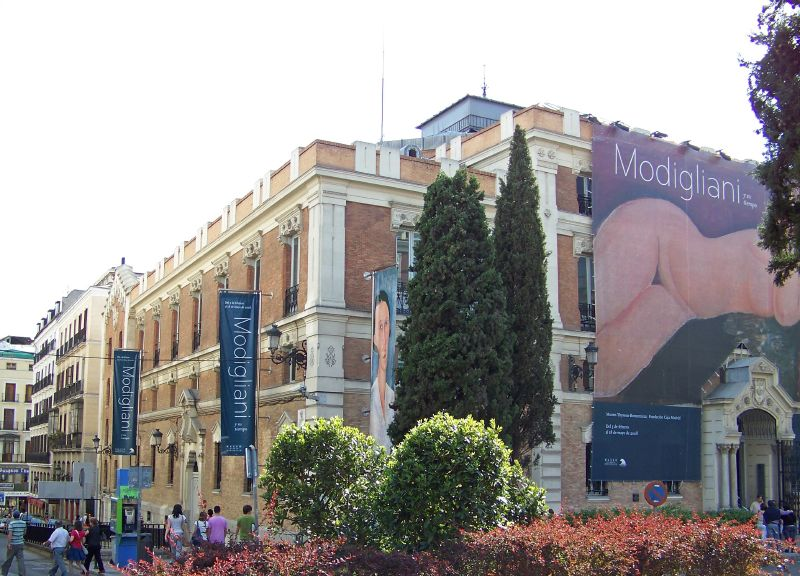
Casa de las Alhajas en 2008. Albergaba una exposición sobre Modigliani.

La fachada meridional de la crujía presenta un cuerpo central con idéntico esquema compositivo (dos ejes de ventanas enrejadas), que lo divide en dos alas sin vanos. En la última reforma se ha incorporado un acceso a estas dependencias desde la calle privada del padre Piquer y se ha adaptado la estructura de hierro para albergar exposiciones. Destaca el novedoso uso del hierro en ciertos elementos estructurales como la bóveda central del patio y las columnas que sostienen las galerías, la cubierta del salón multiusos o las estructuras atirantadas que soportan las cubiertas de las crujías tangenciales, que constituyen un alarde técnico de modernidad constructiva en aquellos años.
El inmueble mantiene de su proyecto original la carpintería de las puertas y la rejería. La Casa de las Alhajas conserva un bien mueble vinculado a la historia del edificio; se trata de una lápida sepulcral del padre Piquer, situada originalmente en la capilla que fue desmantelada.

## Uso
El inmueble se usa actualmente como dotación cultural privada, habiendo acogido ferias de arte como Drawing Room o exposiciones como "Modigliani y su tiempo" o "Hijas del Nilo". Tras la desaparición de la antigua Caja de Ahorros y Monte de Piedad de Madrid, se ha mantenido como propiedad de la Fundación Montemadrid. Desde septiembre de 2023 pasa a ser sede de Team Labs.
Fue incluido en Inventario de Bienes Culturales de la Comunidad de Madrid mediante la Orden 538/2011, de 29 de marzo de la consejería de Cultura y Deporte de la Comunidad de Madrid.

## Fuente
- Este artículo incluye contenido derivado de una disposición relativa al proceso de protección, incoación o declaración de un bien cultural o natural publicada en el BOCM n.º 127 el 18 de mayo de 2011 (texto), el cual está libre de restricciones conocidas en virtud del derecho de autor de conformidad con lo dispuesto en el artículo 13 de la Ley de Propiedad Intelectual española.